# ワイ!ワイ!ワイ!
『ワイ!ワイ!ワイ!』は、2003年10月から2005年11月25日まで、平日12時から13時（JST）にヨシモトファンダンゴTVで生放送されていた番組。

## 概要
ヨシモトファンダンゴTV（スカイパーフェクTV!・一部のケーブルテレビ放送局）の他、インターネット配信でも視聴する事ができた（ストリーミング生放送、オンデマンド再放送）。
主に吉本興業に所属する若手のお笑い芸人が出演し、トークやゲーム、視聴者からのメールの紹介などを行う。収録場所が公開されており、無料で番組の観覧が可能だった。
2005年11月25日に番組は終了したが、2006年3月6日より、番組第1回目から再放送された（解散したチャイルドマシーンがMCを担当した曜日を除く）。

### 収録場所
- 2003年10月 - 2005年3月
  - ルミネtheよしもとのロビー
- 2005年4月 - 2005年11月
  - パナソニックセンター有明スタジオ

### 放送時間
- ヨシモトファンダンゴTV（2003年10月 - 2005年11月25日）
  - 毎週月曜日 - 金曜日 12:00 - 13:00（生放送）
- テレビ神奈川（2005年4月 - 2005年11月）
  - 毎週金曜日 27:40 - 28:35（火曜日の回を録画放送）
  - 毎週土曜日 27:00 - 28:50（水曜日・金曜の回を録画放送）
- 三重テレビ（2005年4月 - 11月25日）
  - 毎週金曜日 12:00 - 13:00（金曜の回のみ生放送）

#### 再放送
- ヨシモトファンダンゴTV
  - 毎日 27:00 - 28:00（2006年3月6日 - ）

## MC

### 第1期
2003年10月 - 2004年9月
|              | 月曜日                   | 火曜日                                             | 水曜日       | 木曜日         | 金曜日      |
| ------------ | ------------------------ | -------------------------------------------------- | ------------ | -------------- | ----------- |
| MC           | チャイルドマシーン       | タカアンドトシ                                     | インパルス   | ロバート       | ニブンノゴ! |
| アシスタント | 吉田サラダ、ハリセンボン | コブシトザンギ（平成ノブシコブシ）、ミルククラウン | 5GAP、椿鬼奴 | セブンbyセブン | ピース      |

### 先輩芸人SP
2004年8月
| 月曜日       | 火曜日         | 水曜日     | 木曜日 | 金曜日   |
| ------------ | -------------- | ---------- | ------ | -------- |
| はりけ〜んず | ハリガネロック | じゃぴょん | GB     | 次長課長 |

### 第2期
2004年10月 - 2005年11月
|              | 月曜日                                                    | 火曜日                 | 水曜日                                   | 木曜日               | 金曜日                         |
| ------------ | --------------------------------------------------------- | ---------------------- | ---------------------------------------- | -------------------- | ------------------------------ |
| MC           | チュートリアル                                            | トータルテンボス       | カリカ                                   | 笑い飯、麒麟、千鳥   | ハローバイバイ                 |
| アシスタント | ピース                                                    | ハイキングウォーキング | セブンbyセブン（仮）                     | チーモンチョーチュウ | ポテト少年団、こりゃめでてーな |
| 準レギュラー | サンバ隊：ひらひら、ハリセンボン、ピッツァパーティー ほか | アッハー小泉           | その他：水曜のくまださん、水曜の西田さん | カナリア、おにぎり   | アホマイルド、もう中学生       |

## 全曜日共通コーナー

### なんでもメール
番組におくられたメールを読むコーナー。メールが読まれたら番組ノベルティグッズの「ワイ!ワイ!ワイ!ステッカー」がもらえた。
トータルテンボスの回は「ワイ!ワイ!ワイ!ステッカー」のほかに、「井戸の中の蛙ステッカー」や「うんこステッカー」がおくられた。
カリカの回は、他の曜日よりもおおめの番組ステッカーがもらえ、水曜限定の「プイ！プイ！プイ！ステッカー」や、水曜によく観覧に来る通称『水曜の西田さん』が作った「暗黒ステッカー」がおくられた。
ハローバイバイの回は、読んだメールに、関暁夫が星一個から三個で判定し、星の数に相当する数のステッカーがおくられていた。気に入らないメールはアイパー滝沢、前田ししょう、もう中学生、アホマイルドらが処理を行っていた。

### 今日は誰? 有名人携帯電話の旅
初回から放送されているコーナー。番組が用意した携帯電話を毎日リレー形式で「自分より有名な人」に渡してもらう。第1回にMCのチャイルドマシーンから出発。全くのアポなしのため誰が出るか分からず、吉本芸人の割合が多いがミュージシャンなど意外な有名人が登場することもある。一方つながらなかったり携帯電話が行方不明になるハプニングも。2005年7月からFOMAのテレビ電話となった。最後に電話が回ったのは、シャ乱Qのたいせーで、最終的に一番の有名人となった。

### よしもとライブ情報
2003年10月 - 2005年3月

全国の吉本の劇場のライブ情報や各地のライブ情報を紹介していた。セットの後ろにある番組ロゴをまわすと各劇場のその日（金曜は土曜、日曜）の内容が書いてあり紹介していた。

### ワイ!ワイ!ワイ!賞 生電話プレゼント
番組のエンディングで毎日発表していた。ワイ!ワイ!ワイ!賞は、読んだメールの中で一番よかったものが選ばれ、1期のときは番組ステッカー、2期のときは出演者のサイン色紙がもらえていた。
生電話プレゼントは、専用に送られてきたメールに書いてある電話番号に直接電話し、5コール以内でれば「よしもとテレビ通り」などから提供される吉本グッズと、1期と2期の途中までは、番組を見ていたら出演者全員のサイン色紙がおくられていた。2期の途中で電話に出ればグッズとサイン色紙がおくられるようになった。

## 各曜日の主なコーナー

### 第1期
月曜 チャイルドマシーン
- チャイマ戦争勃発 樅野VS山本 負けたら罰ゲーム→VSハリセンボン ギャラ争奪戦→吉田サラダVSハリセンボン レギュラー争奪戦
- お悩み聞いチャイマす
- はりけ〜んず新井さん情報
- 見切れ師匠が行く→見切れ師匠を探せ
- 師匠のお宅訪問
- ハリセンボンの社会科見学

火曜 タカアンドトシ
- タカトシキャラづけ計画
- タカトシトラベル日本丸ごと半かじり

水曜 インパルス
- ○○の10セカンズショー
- マスターに訊け！
- 検証5GAP
- GIRIOH

木曜 ロバート
- ABBAの最初で最後のコーナー
- 全て博のせいだ！

金曜 ニブンノゴ!
- ニブゴでイチバン
- ニブゴ道場
- 大川大吉君

### 第2期
月曜 チュートリアル
- 私、ヤッちゃいました
- 徳井義実のエロス学
- 東京吉本危険生物ファイル
- エロス★ウォーズ -泣き虫先生の7年戦争-
- 徳井義実の 私は、「ちっちゃい人間」です（採用者には「ワイ!ワイ!ワイ!ちっちゃいステッカー」がおくられていた）
- 私、フクダされました
- 戦国武勇伝 ランナー
- 福田充徳のハングオン
- 又吉龍之介ノ文藝館
- 汚名返上シリーズ
- ポケットビッターズの生CM（出演はピース、ハリセンボンの近藤、水上拓郎）

火曜 トータルテンボス
- オンナってホントわかんねぇ〜よ
- 夏までみんなで本気ダイエット！（挑戦者はトータルテンボスの藤田、リンダのチー坊、セブンbyセブンの玉城、アッハー小泉、逆ダイエットでトータルテンボスの大村）
- 週刊！ワイ！ワイ！ワイ！火曜日批評

水曜 カリカ
- 鬼メール
- ヤシロヒロ子の My Revolution
- ドラゴンヤシロの 喝！
- サラリーマンの心得
- カリカリーズ
- 花理科室
- おもひでの唄
- スマイルサークル（主な出演者はBコースのナベ、デッカチャン、ポテト少年団の菊地智義）

木曜 笑い飯、麒麟、千鳥
- 千鳥を人気者にしよう
- 大悟組オーディション
- おにぎりの 高いところ承ります
- 昼間っから怖い話

金曜 ハローバイバイ